# Новососновая

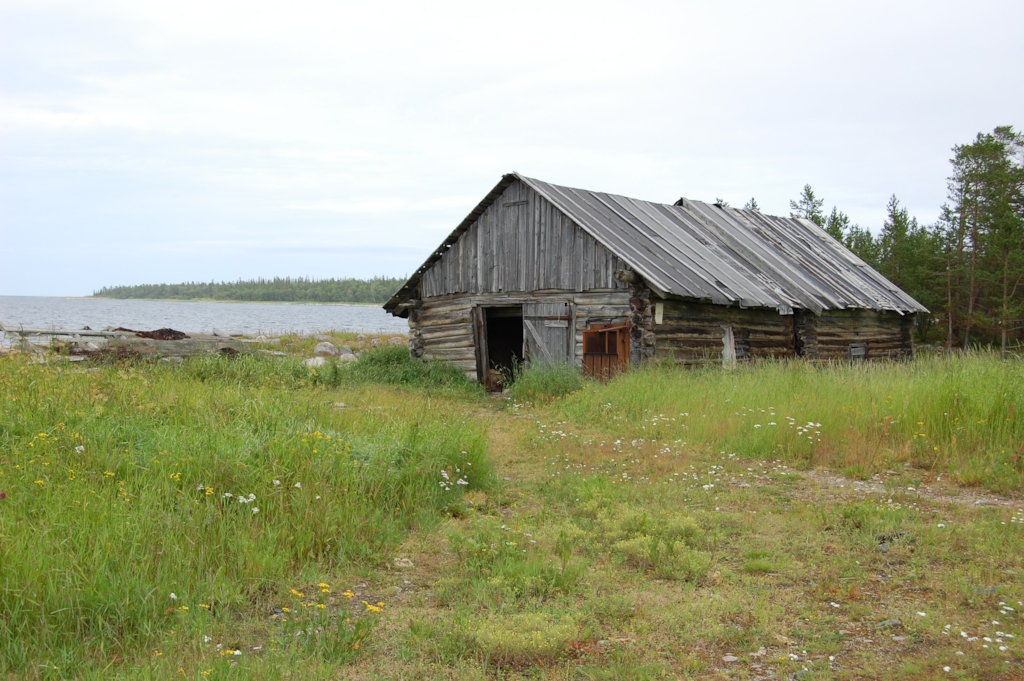
Рыболовецкий амбар, современный вид

Новососно́вая — упразднённый хутор в Архангельской области. В рамках административно-территориального устройства относился к Соловецкому району, в рамках организации местного самоуправления входил в состав Соловецкого сельского поселения Приморского района.

## География
Располагался в северо-западной части острова Соловецкий, в 18 километрах от посёлка Соловецкий, административного центра Соловецкого сельского поселения.

### Часовой пояс
Новососновая, как и вся Архангельская область, находится в часовой зоне МСК (московское время). Смещение применяемого времени относительно UTC составляет +3:00.

## Население
| 2002 | 2010 | 2012 |
| ---- | ---- | ---- |
| 0    | →0   | →0   |

Согласно результатам переписи 2002 года население отсутствовало.